# The Tossers
The Tossers sind eine US-amerikanische Folk-Punk-Band aus Chicago, die im Juli 1993 gegründet wurde.

## Geschichte
Die Band veröffentlichte 1996 ihr erstes Album We’ll Never Be Sober Again und ließen auf dieses noch fünf weitere (Long Dim Road, Purgatory, The Valley of the Shadow of Death, Agony und On a Fine Spring Evening) folgen.
Die Gruppe spielte unter anderem mit The Pogues, Spider Stacy, Dropkick Murphys, Flogging Molly, Stiff Little Fingers, Shane MacGowan and the Popes, Murphy’s Law, Clutch, HorrorPops, The Reverend Horton Heat, Reel Big Fish, Catch 22, Streetlight Manifesto, Street Dogs, Sick of It All und Mastodon.
Die Band kam mit ihrer Gründung und ihrem ersten Album den bekannteren Bands Dropkick Murphys und Flogging Molly zuvor, die beiden Gruppen wurden erst drei bzw. vier Jahre nach den Tossers gegründet.
Ein weiteres Studioalbum der Tossers, On a Fine Spring Evening, wurde am 28. Oktober 2008 veröffentlicht. Neben den sieben regulären Alben existieren von der Band eine Kompilation (Communication & Conviction: Last Seven Years), ein Live-Album (Gloatin’ and Showboatin’: Live on St. Patrick’s Day), und die EP The First League out from Land.

## Diskografie

### Studioalben
- 1996: We’ll Never Be Sober Again
- 2000: Long Dim Road
- 2003: Purgatory
- 2005: The Valley of the Shadow of Death
- 2007: Agony
- 2008: On a Fine Spring Evening
- 2013: The Emerald City
- 2017: Smash the Window
- 2023: The Tossers

### Live-Alben
- 2008: Gloatin’ and Showboatin’: Live on St. Patrick’s Day

### Kompilationen
- 2001: Communication & Conviction: Last Seven Years

### EPs
- 2001: The First League out from Land